# BaRok' Projekto
BaRok’ Projekto (à l’origine uniquement « baRok’ ») est un groupe de musique brésilien de power metal en espéranto.

## Histoire
Le projet a été fondé par les guitaristes Rafael Milhomem et Rafael Muniz en 2007. Le groupe se rassemble à Goiânia, capitale de l’état Brésilien de Goiás, où vivent les deux Rafael. Leur musique est du power metal très mélodique, avec des caractéristiques des musiques baroque et classique.
Le groupe a publié en 2007 en indépendant un EP concept, Bataltemp’ (eo). L’histoire de l’EP est une épopée sur la guerre.
Le groupe a annoncé leur début dès l’année 2013 : mise en place d’un site internet et publication d’une vidéo publicitaire pour annoncer la préparation d’un nouvel album, La Ruĝa Rivero. Une chanson de l’album devait être prévue pour être utilisée à des fins promotionnelles et publié début 2013. Cette chanson, La Plej Bona Ĉasisto, a été éditée en single et publiée sur YouTube en octobre 2013. Le chanteur était alors Leo Yanes, qui avait chanté dans la chanson Heredo de la Post’-Milit’ dans le précédent album.

## Membres
- Karliene Araújo : chant
- Rafael Milhomem : guitare électrique
- Rafael Muniz : guitare électrique
- Murilo Ramos : guitare basse
- Flávio Soares : percussions
- Miguel Brasil : clavier

### Invités
- Paulo Melo - chant dans Nobla Dezir’
- Geovani Maia - chant dans Bataltemp’
- Leo Yanes - chant dans Heredo de la Post’-Milit’
- Luciano Vieira - solo clavier dans Heredo de la Post’-Milit’

## Discographie

### EP et singles
2013 : La Plej Bona Ĉasisto (single numérique)